# Lista celor mai lungi drumuri de centură din lume

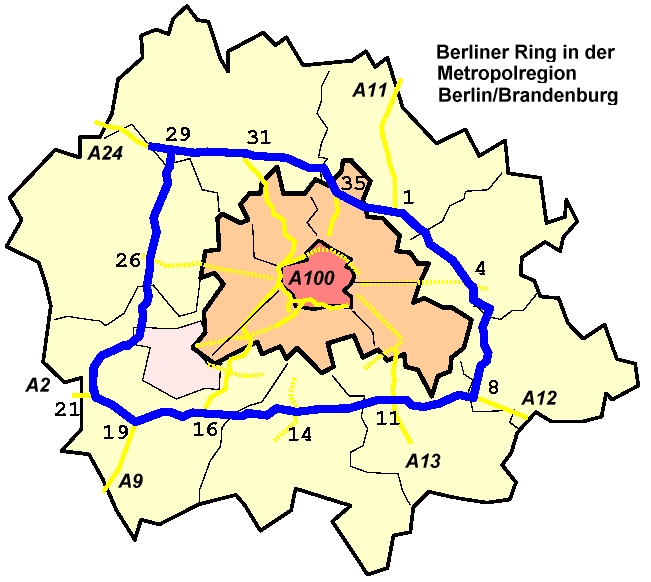
Autostrada Federală 10 din Germania, cel mai lung drum de centură din Uniunea Europeană

Lista celor mai lungi centuri rutiere din lume prezintă cele mai lungi drumuri de centură din lume, destinate în principal descongestionării traficului rutier în zona marilor aglomerări urbane.
Lista include drumuri de centură finalizate, aflate în operare, care depășesc lungimea de 80 de kilometri. Ordinea este descrescătoare, în funcție de lungimea drumului.
| Imagine                    | Nume | Alte nume                                                                                           | Lungime (m) | An         | Locație                                              | Țară          | Observații |
|                            | | |             |            |                                                      |               | |
| -------------------------- | --- | --------------------------------------------------------------------------------------------------- | ----------- | ---------- | ---------------------------------------------------- | ------------- | --- |
|                            | Șoseaua de centură din Afganistan (în dari شاهراه حلقوی افغانستان\| transliterat: Sharah halghooye afghanstan)                                                                                              | A01                                                                                                 | 2.092       | 2003       |                                                      | Afghanistan   | |
|                            | Inelul de Aur al Rusiei (în rusă Золотое кольцо России, transliterat: Zolotoe kolțo Rossii) | Р-132                                                                                               | 1.515       | 2020       |                                                      | Rusia         | Din Inelul de Aur fac parte orașele Iaroslavl, Kostroma, Ivanovo, Suzdal, Vladimir, Serghiev Posad, Pereslavl-Zaleski și Rostov Veliki                                      |
|                            | Șoseaua de centură din Islanda (în islandeză Hringvegurinn) | Þjóðvegur 1                                                                                         | 1.332       | 1974       |                                                      | Islanda       | Considerată cea mai importantă parte a infrastructurii de transport din Islanda, conectează majoritatea orașelor din zonele cele mai dens populate                          |
|                            | Centura Regiunii Capitalei Beijing (în chineză: 首都地区环线高速公路, transliterat: Shǒudū dìqū huánxiàn gāosù gōnglù)                                                                                      | G95 Capital Area Loop Expressway, Al șaptelea inel de centură Beijing                               | 940         | 2016       | Regiunea Capitalei Beijing                           | China         | Drum expres care înconjoară Regiunea Capitalei Beijing |
|                            | Drumul expres de centură Hainan (în chineză: 海南地区环线高速公路, transliterat: Hǎinán dìqū huánxiàn gāosù gōnglù)                                                                                         | Hainan Region Ring Expressway                                                                       | 612,8       | 2012       | Hainan                                               | China         | Drum expres circular din insula Hainan |
|                            | Inelul Mare din Moscova (în rusă Московское большое кольцо, transliterat: Moskovskoe bolșoe kolțo) | Autostrada Federală A108                                                                            | 547         | 1957- 1958 | Moscova                                              | Rusia         | Drum expres circular care cuprinde orașele Orehovo-Zuevo, Likino-Duliovo, Kurovskoe, Voskresensk, Balabanovo, Ruza, Klin și Dmitrov                                         |
|                            | Drumul expres de centură Chongqing (în chineză: 重庆都市圈环线高速公路, transliterat: Chóngqìng dūshì quān huánxiàn gāosù gōnglù)                                                                           | Chongqing Metropolitan Ring Expressway, Al treilea inel de centură Chongqing                        | 427         | 2021       | Chongqing                                            | China         | Face legătura între 12 districte, respectiv Yubei, Beibei, Hechuan, Tongliang, Dazu, Yongchuan, Jiangjin, Qijiang, Nanchuan, Wulong, Fuling și Changshou                    |
|                            | Drumul expres de centură Liaoning (în chineză: 辽中地区环线高速公路, transliterat: Liáo zhōng dìqū huánxiàn gāosù gōnglù)                                                                                   | Liaozhong Area Ring Expressway                                                                      | 400         | 2018       | Shenyang                                             | China         | Drum expres circular care înconjoară orașul Shenyang și zona centrală a provinciei Liaoning                                                                                 |
|                            | Șoseaua de centură regională din Zona metropolitană Cairo (în arabă الطريق الدائري الإقليمي, transliterat: Altariq aldaayiriu al'iiqlimiu)                                                                  | Cairo ring road                                                                                     | 364         | 2018       | Zona metropolitană Cairo                             | Egipt         | Drumul trece prin patru guvernorate: Sharqia, Qalyubia, Menoufia și Giza |
|                            | Inelul Mic din Moscova (în rusă Московское малое кольцо, transliterat: Moskovskoe maloe kolțo) | Autostrada Federală A107, Drumul mic din beton                                                      | 347         | anii 1960  | Moscova                                              | Rusia         | Drum expres circular care cuprinde orașele Noghinsk, Elektrostal, Bronnițî, Domodedovo, Seleatino, Zvenigorod, Cernogolovka și Sofrino                                      |
|                            | Autostrada periferică de est și Autostrada periferică de vest din Delhi (în hindi ईस्टर्न पेरीफेरल एक्सप्रेसवे, वेस्टर्न पेरीफेरल एक्सप्रेसवे, transliterat: Vestarn pereepheral eksapresave, Eestarn pereepheral eksapresave) | Delhi Western Peripheral Expressway, Delhi Eastern Peripheral Expressway                            | 270         | 2018       | Regiunea Capitalei Naționale                         | India         | Drum expres circular format din două jumătăți aproximativ egale (135,6 km și 135 km)                                                                                        |
|                            | A șasea șosea de centură din Beijing (în chineză: 北京六环路, transliterat: Běijīng liù huán lù) | Beijing Belt Expressway, Beijing 6th Ring Road                                                      | 220         | 2010       | Beijing                                              | China         | Trece prin 9 districte administrative din Beijing și conectează 7 orașe noi, și anume Shunyi, Tongzhou, Yizhuang, Daxing, Fangshan, Mentougou și Changping                  |
|                            | A doua șosea de centură Chengdu (în chineză: 成都第二绕城高速公路, transliterat: Chéngdū dì èr rào chéng gāosù gōnglù)                                                                                      | Sichuan Expressway SA2, Chengdu Second Ring Expressway                                              | 223         | 2013       | Chengdu                                              | China         | Drumul expres conectează districtele Qingbaijiang, Longquanyi, Shuangliu, Wenjiang, Pidu și Xindu, orașele Chongzhou, Pengzhou, Jianyang și Guanghan                        |
|                            | Drumul expres de centură Shanghai (în chineză: 上海绕城高速公路, transliterat: Shànghǎi rào chéng gāosù gōnglù)                                                                                             | Shanghai Ring Expressway                                                                            | 209         | 2008, 2023 | Shanghai                                             | China         | Drumul expres de centură Shanghai reprezintă ultimul inel dintr-o serie de patru drumuri de centură din jurul orașului Shanghai                                             |
|                            | Autostrada Federală 10 (în germană Bundesautobahn 10) | Autobahn 10, Berliner Ring                                                                          | 196         | 1936, 1979 | Berlin/Regiunea metropolitană Brandenburg            | Germania      | Cel mai lung drum de centură din Europa continentală |
|                            | Autostrada M25 (în engleză M25 motorway) | London Orbital Motorway                                                                             | 188         | 1975- 1986 | Greater London                                       | Regatul Unit  | În partea de est, drumul de centură este închis de Dartford Crossing, un segment rutier ( Dartford–Thurrock) format din două tuneluri și un pod peste Tamisa                |
|                            | Drumul expres de centură Wuhan (în chineză: 武汉绕城高速公路, transliterat: Wǔhàn rào chéng gāosù gōnglù)                                                                                                   | Wuhan Ring Expressway                                                                               | 188         | 2012       | Wuhan                                                | China         | Drumul expres conectează șase districte, respectiv Dongxihu, Huangpi, Xinzhou, Hongshan, Jiangxia și Caidian                                                                |
|                            | Drumul de centură Mario Covas (în portugheză Rodoanel Mário Covas) | Rodoanel                                                                                            | 177         | 2002- 2019 | Zona metropolitană São Paulo                         | Brazilia      | Secțiunile vestică (violet), sudică (verde) și estică (galben) sunt în operare, secțiunea nordică (roșu) este nefinalizată                                                  |
|                            | Șoseaua de centură exterioară Hyderabad (în hindi आउटर रिंग रोड, हैदराबाद, transliterat: Aautar ring rod, haidaraabaad)                                                                                           | Hyderabad Outer Ring Road, H.O.R.R., Nehru Outer Ring Road                                          | 158         | 2018       | Hyderabad                                            | India         | Drumul expres intersectează 33 de drumuri, limita de viteză inițială, de 100 km/h, a crescut la 120 km/h                                                                    |
|                            | Autostrada de centură 1604 a statului Texas (în engleză Texas State Highway Loop 1604) | State Highway Loop 1604, Charles W. Anderson Loop                                                   | 151,9       | 1977       | San Antonio, Texas                                   | Statele Unite | Autostrada de centură 1604 încercuiește orașul San Antonio |
|                            | Șoseaua de centură Sankt Petersburg (în rusă Кольцевая автомобильная дорога вокруг Санкт-Петербурга, transliterat: Kolțevaia avtomobilnaia doroga vokrug Sankt-Peterburga)                                  | Autostrada Federală A118                                                                            | 142,15      | 2011       | Sankt Petersburg                                     | Rusia         | Soseaua de centură leagă toate autostrăzile principale care se depărtează de Sankt Petersburg spre Moscova, Murmansk, Vîborg, Pskov și Ivangorod                            |
|                            | Autostrada de centură 8 a statului Texas (în engleză Texas State Highway Beltway 8) | Texas Beltway 8 Sam Houston Tollway/Parkway                                                         | 141,8       | 1983       | Zona metropolitană Houston, Texas                    | Statele Unite | Drumul de centură înconjoară orașul Houston |
| I-275 (IN-KY-OH) map B.svg | Autostrada interstatală 275 (Ohio–Indiana–Kentucky) [în engleză Interstate 275 (Ohio–Indiana–Kentucky)] | Interstate 275, Cincinnati Bypass, Donald H. Rolf Circle Freeway, Ronald Reagan Freeway, „The Loop” | 134,72      | 1962       | Zona metropolitană Cincinnati, Ohio-Kentucky-Indiana | Statele Unite | Cea mai lungă autostradă de centură interstatală din Statele Unite |
|                            | Autostrada de centură 1 a zonei metropolitane Seul (în coreeană 수도권제1순환고속도로, transliterat: Sudogwon Je1sunhwan Gosokdoro)                                                                         | Capital Region First Ring Expressway, Expressway No.100                                             | 128,02      | 1991-2007  | Incheon-Gyeonggi-do-Seul                             | Coreea de Sud | Autostrada străbate orașele Ilsan, Namyangju, Hanam, Pyeongchon, Jungdong, Bundang, Pangyo, Sanbon și Gimpo                                                                 |
|                            | Autostrada interstatală 285 (Georgia) [în engleză Interstate 285 (Georgia)] | Interstate 285, Atlanta Bypass, „The Perimeter”                                                     | 102,97      | 1969       | Atlanta, Georgia                                     | Statele Unite | Autostrada de centură conectează cele trei mari autostrăzi interstatale spre Atlanta: I-20, I-75 și I-85                                                                    |
|                            | Autostrada interstatală 485 (Carolina de Nord) [în engleză Interstate 485 (North Carolina)] | Interstate 485, Charlotte Outerbelt                                                                 | 107,31      | 2015       | Charlotte, Carolina de Nord                          | Statele Unite | Autostrada de centură înconjoară orașul Charlotte |
|                            | Autostrada 201 din provincia Alberta (în engleză Alberta Provincial Highway No. 201) | Highway 201, Stoney Trail, Tsuut'ina Trail, Calgary Ring Road                                       | 101         | 1995- 2023 | Calgary, Alberta                                     | Canada        | Autostrada de centură înconjoară orașul Calgary |
|                            | Autostrada interstatală 270 (Ohio) [în engleză Interstate 270 (Ohio)] | Interstate 270, Jack Nicklaus freeway, „The Outerbelt”                                              | 88,47       | 1976       | Columbus, Ohio                                       | Statele Unite | Autostrada de centură înconjoară orașul Columbus |
|                            | Autostrada A86 (în franceză Autoroute A86) | A86, Super-périphérique parisien, Périphérique d'Île-de-France                                      | 80          | 1969, 2011 | Banlieue de Paris Île-de-France                      | Franța        | Autostrada de centură conectează prefecturile și subprefecturile din suburbiile interioare: Antony, Créteil, Nogent-sur-Marne, Bobigny, Saint-Denis, Nanterre și Versailles |